# Стен, Санна
Санна Туттели Стен (фин. Sanna Tutteli Stén; род. 20 мая 1977[…], Лохья, Уусимаа) — финская гребчиха, выступавшая за сборную Финляндии по академической гребле в период 2003—2010 годов. Серебряная призёрка летних Олимпийских игр в Пекине, серебряная и бронзовая призёрка чемпионатов мира, обладательница серебряной медали чемпионата Европы, победительница многих регат национального значения.

## Биография
Санна Стен родилась 20 мая 1977 года в городе Лохья провинции Уусимаа, Финляндия.
Заниматься академической греблей начала в 1999 году, проходила подготовку в Хельсинки в столичном клубе Helsingin Soutuklubi.
Дебютировала в гребле на взрослом международном уровне в сезоне 2003 года, когда вошла в основной состав финской национальной сборной и выступила на чемпионате мира в Милане, где заняла 10 место в зачёте парных двоек лёгкого веса.
В 2005 году в лёгких парных двойках одержала победу на этапе Кубка мира в Мюнхене, выиграла бронзовую медаль на мировом первенстве в Гифу.
На чемпионате мира 2006 года в Итоне была в лёгких парных двойках шестой.
В 2007 году побывала на мировом первенстве в Мюнхене и на европейском первенстве в Познани, откуда привезла награды серебряного достоинства.
Благодаря череде удачных выступлений удостоилась права защищать честь страны на летних Олимпийских играх 2008 года в Пекине — вместе с напарницей Минной Ниеминен в программе парных двоек лёгкого веса пришла к финишу второй позади экипажа из Нидерландов и тем самым завоевала серебряную олимпийскую медаль.
После пекинской Олимпиады Стен осталась в составе гребной команды Финляндии и продолжила принимать участие в крупнейших международных регатах. Так, в 2009 году в парных двойках она выступила на чемпионате мира в Познани — квалифицировалась здесь лишь в утешительный финал B и расположилась в итоговом протоколе соревнований на девятой строке. В той же дисциплине показала четвёртый результат на чемпионате Европы в Бресте.
В 2010 году в парных двойках заняла 11 место на мировом первенстве в Карапиро и 10 место на европейском первенстве в Монтемор-у-Велью. Вскоре по окончании этого сезона приняла решение завершить спортивную карьеру.